# Luceria novatusalis
Luceria novatusalis là một loài bướm đêm trong họ Erebidae.